# Východoslovenská rovina
Východoslovenská rovina je geomorfologický celek na jihovýchodním Slovensku, který představuje níže položený a rovinatější ze dvou dílů oblasti Východoslovenské nížiny.
V rámci Východoslovenské nížiny zaujímá rovina její střed, jih a východ. Na jihozápadě ji ohraničují Zemplínské vrchy, na západě a severu přechází do Východoslovenské pahorkatiny, tvořící podhůří Slanských vrchů, Beskydského predhoria a Vihorlatských vrchů. Na východě a jihu, kde rovina jinak přirozeně pokračuje na území sousedních zemí, je vymezením celku státní hranice s Ukrajinou a Maďarskem. V maďarské fyzickogeografické regionalizaci představuje jih Východoslovenské roviny s navazujícím územím po maďarské straně mikroregion (kistáj) Bodrogköz (slovensky Medzibodrožie); s jihovýchodním cípem Východoslovenské roviny sousedí mikroregion Rétköz.
Po administrativní stránce přísluší území Východoslovenské roviny k okresům Trebišov, Michalovce, Sobrance a
Vranov nad Topľou. Z měst v rovině leží Michalovce, Trebišov, Veľké Kapušany, Kráľovský Chlmec, Sobrance, Čierna nad Tisou a částečně též Vranov nad Topľou.

## Členění
1. Trebišovská tabuľa
  1. Veľký vrch
2. Malčická tabuľa
3. Iňačovská tabuľa
4. Závadská tabuľa
5. Sobranecká rovina
6. Senianska mokraď
7. Medzibodrocké pláňavy
  1. Chlmecké pahorky
  2. Tarbucka
8. Kapušianske pláňavy
9. Laborecká rovina
10. Ondavská rovina
11. Latorická rovina
12. Bodrocká rovina